# Porcellio nigrogranulatus
Porcellio nigrogranulatus är en kräftdjursart som beskrevs av Dollfus1892. Porcellio nigrogranulatus ingår i släktet Porcellio och familjen Porcellionidae. Inga underarter finns listade i Catalogue of Life.